# Mellicta subtusnigrescens
Mellicta subtusnigrescens är en fjärilsart som beskrevs av Marcel Caruel 1944. Mellicta subtusnigrescens ingår i släktet Mellicta och familjen praktfjärilar. Inga underarter finns listade i Catalogue of Life.